# Oddział Leśny „Trojan”
Oddział Leśny „Trojan” – dowodzony przez sierż. Mariana Tarkowskiego, ps. „Trojan”, oddział partyzancki utworzony w lipcu 1943 r. na terenie Okręgu Łódź Armii Krajowej. 

## Historia oddziału
Oddział Leśny „Trojan” Armii Krajowej powstał w połowie lipca 1943 r. na terenie Okręgu Łódź Armii Krajowej z inicjatywy kpt. Adama Trybusa, ps. „Gaj”, cichociemnego, dowódcy Kedywu AK Łódź. Bazą osobową oddziału byli członkowie działającego już wcześniej na tym terenie patrolu dywersyjnego Ignacego Kiełbasińskiego, ps. „Dabal”. Dowódcą oddziału mianowano sierż. Mariana Tarkowskiego, ps. „Trojan”, ponieważ „Dabal” nie miał wymaganego wyszkolenia wojskowego. Oddział początkowo liczył kilkunastu słabo uzbrojonych żołnierzy, mimo to przeprowadził kilka udanych akcji, m.in.:   
- 13 sierpnia 1943 r. pod wsią Kawęczyn partyzanci zaatakowali kolumnę niemieckich samochodów. Straty niemieckie wyniosły: 8 zabitych i 12 rannych. Po stronie polskiej zostało rannych dwóch partyzantów[3].
- 13 września 1943 r. pod wsią Dąbrówka oddział „Trojana” zorganizował zasadzkę na powracających po dokonaniu rekwizycji żandarmów. Dziewięciu Niemców zostało zabitych. Po stronie polskiej ranny został jeden partyzant. Za dokonania bojowe komendant Okręgu Łódź Armii Krajowej płk Michał Stempkowski, ps.„Grzegorz” nadał oddziałowi „Trojana” nazwę Pierwszego Plutonu Partyzanckiego przyszłego 25 pp AK[4].

16 sierpnia 1943 r. kpt. „Gaj” skierował do oddziału 7-osobowy patrol z Piotrkowa Trybunalskiego, w składzie którego znajdował się m.in. ppor. Witold Kucharski. Zmienił on pseudonim ze „Stanisław” na „Mazur” i zaczął pełnić w oddziale funkcję sanitariusza. 
W połowie września 1943 r. zachowanie dowódcy oddziału – „Trojana” uznano za niehonorowe i został on pozbawiony swojego stanowiska. Na jego miejsce 25 września 1943 r. powołano ppor. Witolda Kucharskiego, który przy okazji zmienił pseudonim z „Mazur” na „Wicher”. Oficjalnie zmieniono też nazwę całego oddziału. Od tej pory nosił on nazwę Oddziału Partyzanckiego Armii Krajowej o kryptonimie „Wicher”. 